# Municipio de Lynd
El municipio de Lynd (en inglés: Lynd Township) es un municipio ubicado en el condado de Lyon en el estado estadounidense de Minnesota. En el año 2010 tenía una población de 423 habitantes y una densidad poblacional de 4,65 personas por km².

## Geografía
El municipio de Lynd se encuentra ubicado en las coordenadas 44°25′0″N 95°53′58″O / 44.41667, -95.89944. Según la Oficina del Censo de los Estados Unidos, el municipio tiene una superficie total de 90.98 km², de la cual 90,95 km² corresponden a tierra firme y (0,04 %) 0,04 km² es agua.

## Demografía
Según el censo de 2010, había 423 personas residiendo en el municipio de Lynd. La densidad de población era de 4,65 hab./km². De los 423 habitantes, el municipio de Lynd estaba compuesto por el 97,64 % blancos, el 0,24 % eran afroamericanos, el 0,47 % eran amerindios, el 0,24 % eran asiáticos, el 0,71 % eran de otras razas y el 0,71 % eran de una mezcla de razas. Del total de la población el 2,36 % eran hispanos o latinos de cualquier raza.